# Парламентские выборы в Норвегии (1912)
Парламентские выборы в Норвегии проходили с 21 октября 1912 года, 2-й тур — с 4 по 11 ноября. Результатом стала победа альянса Либеральной партии и Рабочих демократов, который получил 76 из 123 мест в Стортинге.

## Избирательная система
Выборы проходили по мажоритарной системе в одномандатных округах. В Стортинг избиралось 123 депутата. В округах, где никто не набрал большинства голосов, были проведены перевыборы. Избирательным правом обладали все мужчины старше 25 лет. Избирательное право женщин было ограничено теми, кто имел свой собственный доход определённого размера.

## Ход выборов
Первый тур выборов состоялся 21 октября 1912 года, за исключением Кристиансунда, где выборы прошли 20 октября. В 1-м туре было избрано 60 депутатов: 42 от сельских округов и 18 от городских. В остальных 63 округах 11 ноября 1912 года был проведён 2-й тур. Выборы в Туне были отклонены. Перевыборы прошли там 10 февраля 1913 года. Новый Стортинг начал работу 23 января 1913 года.

## Результаты
| Партия                                | Партия                                | Голоса  | %    | Места | +/-   |
| ------------------------------------- | ------------------------------------- | ------- | ---- | ----- | ----- |
|                                       | Либеральная партия                    | 195 526 | 40,0 | 70    | +24   |
|                                       | Рабочие демократы                     | 195 526 | 40,0 | 6     | +4    |
|                                       | Консервативная партия                 | 162 074 | 33,2 | 20    | -21   |
|                                       | Левая либеральная партия              | 162 074 | 33,2 | 4     | -19   |
|                                       | Рабочая партия                        | 128 455 | 26,3 | 23    | +12   |
|                                       | Партия риксмола                       | 1 033   | 0,2  | 0     | новая |
|                                       | Партия воздержания                    | 884     | 0,2  | 0     | 0     |
|                                       | Независимая левая партия              | 528     | 0,1  | 0     | 0     |
|                                       | Церковная партия                      | 367     | 0,1  | 0     | 0     |
|                                       | Прочие голоса                         | 36      | 0,0  | 0     | -     |
| Недействительных/пустых бюллетеней    | Недействительных/пустых бюллетеней    | 6 254   | -    | -     | -     |
| Всего                                 | Всего                                 | 495 157 | 100  | 123   | 0     |
| Зарегистрированных избирателей / Явка | Зарегистрированных избирателей / Явка | 809 582 | 65,9 | -     | -     |
| Источники: Nohlen & Stöver            |                                       |         |      |       |       |